# Mangueira

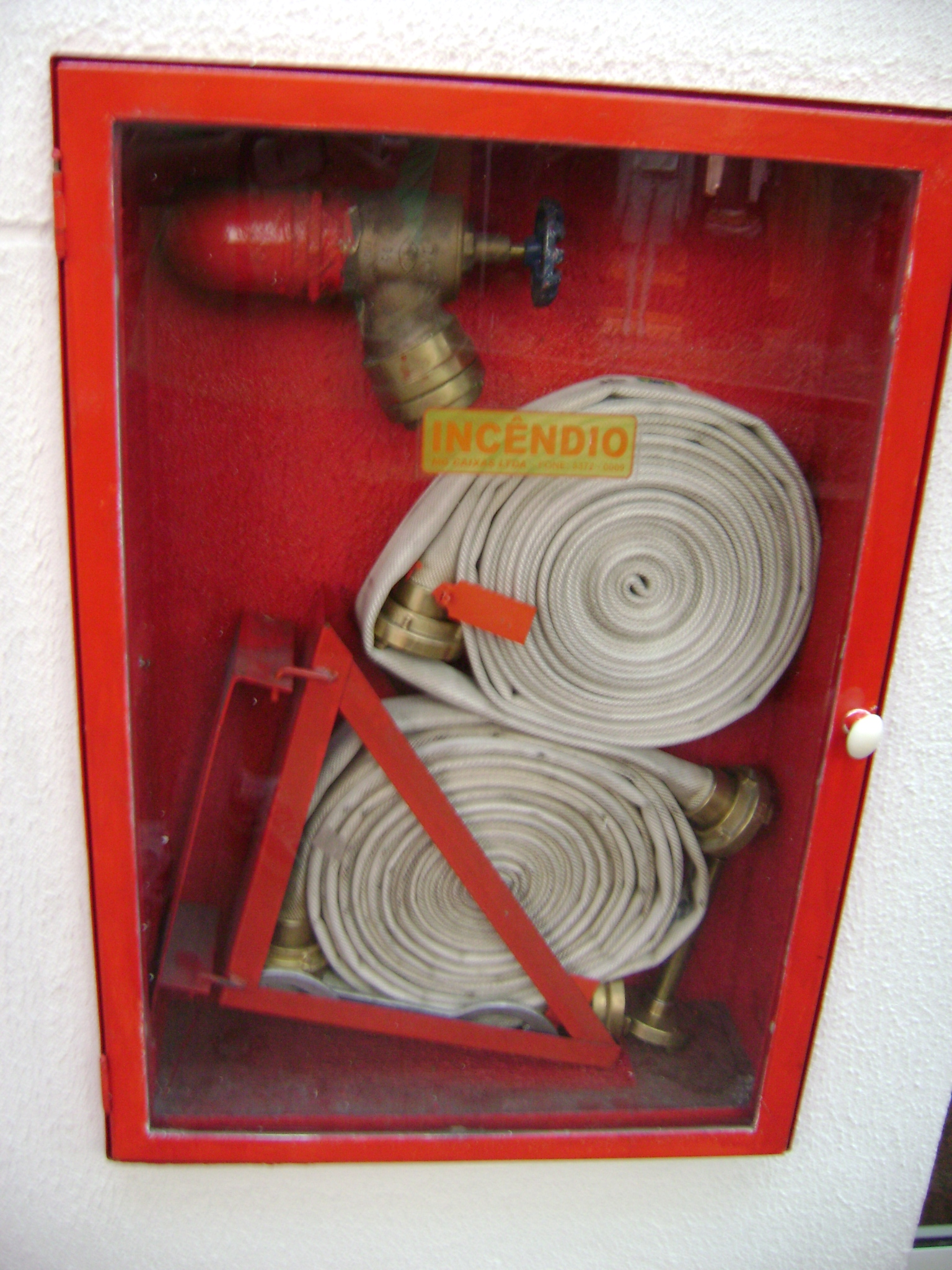
Uma mangueira de incêndio.

Uma mangueira é um tubo flexível usado para canalizar líquidos, principalmente água.